# Náchod (distrikt)
Náchod (tjeckiska: Okres Náchod) är ett distrikt i Hradec Králové i Tjeckien. Centralort är Náchod.

## Komplett lista över städer och byar
- Náchod
- Adršpach
- Bezděkov nad Metují
- Bohuslavice
- Borová
- Božanov
- Broumov
- Brzice
- Bukovice
- Černčice
- Červená Hora
- Červený Kostelec
- Česká Čermná
- Česká Metuje
- Česká Skalice
- Dolany
- Dolní Radechová
- Hejtmánkovice
- Heřmanice
- Heřmánkovice
- Horní Radechová
- Hořenice
- Hořičky
- Hronov
- Hynčice
- Chvalkovice
- Jaroměř
- Jasenná
- Jestřebí
- Jetřichov
- Kramolna
- Křinice
- Lhota pod Hořičkami
- Libchyně
- Litoboř
- Machov
- Martínkovice
- Mezilečí
- Mezilesí
- Meziměstí
- Nahořany
- Nové Město nad Metují
- Nový Hrádek
- Nový Ples
- Otovice
- Police nad Metují
- Provodov-Šonov
- Přibyslav
- Rasošky
- Rožnov
- Rychnovek
- Říkov
- Sendraž
- Slatina nad Úpou
- Slavětín nad Metují
- Slavoňov
- Stárkov
- Studnice
- Suchý Důl
- Šestajovice
- Šonov
- Teplice nad Metují
- Velichovky
- Velká Jesenice
- Velké Petrovice
- Velké Poříčí
- Velký Třebešov
- Vernéřovice
- Vestec
- Vlkov
- Vršovka
- Vysoká Srbská
- Vysokov
- Zábrodí
- Zaloňov
- Žďár nad Metují
- Žďárky
- Žernov